# Ілюстрована книга "Брудних" аргументів
Ілюстрована книга "брудних" аргументів — книга у жанрі non-fiction про критичне мислення, написана Алі Алмоссаві та проілюстрована Алехандро Хіральдо.
У книзі описано 19 логічних помилок за допомогою набору ілюстрацій, в яких беруть участь різноманітні герої мультфільмів та художньої літератури.
Інтернет-версію книги оприлюднили під ліцензією Creative Commons 15 липня 2013 року.
З друку вийшла 5 грудня 2013 року і також поширюється за ліцензією Creative Commons. Книга є частиною некомерційного проекту, спрямованого на підвищення обізнаності про важливість критичного мислення.
Аудіоверсію книги розповідає колишній диктор BBC і читач новин Джеймс Гілліс. В аудіоверсії ілюстрації замінені короткими словесними замальовками.

### Стиль
Кожен «брудний аргумент» описується та обговорюється на подвійній сторінці, з письмовим поясненням на одній стороні та ілюстративним прикладом на іншій. Книга написана лаконічною прозою, яка спирається на використання прикладів.  
Ілюстрації зроблені в стилі гравюри по дереву, натхненні персонажами оповідань і віршів Льюїса Керролла. 
В книзі описано наступні "брудні аргументи" [1]:
1. Звернення до наслідку
2. Опудало
3. Звернення до авторитету
4. Неоднозначність
5. Фальшива дилема
6. Фальшива причина
7. Звернення до страху
8. Поспішне узагальнення
9. Звернення до незнання
10. Жоден справжній шотландець
11. Отруєння джерела
12. Помилка асоціації
13. Підтвердження консеквентом
14. Tu quoque - а сам який
15. Слизький шлях
16. Звернення до популярної думки
17. Ad hominem - перехід на особистості
18. Хибне коло
19. Хибність композиції

## Реакція
Рецензія Omaha World-Herald каже, що «ця маленька книжка розглядає потенційно важку тему і робить її надзвичайно цікавою»". 
Дженні Брістоль рецензувала книгу для блогу GeekDad, назвавши його «чудовим форматом для навчання дітей логіці».
L'Express рецензувала франкомовну версію книги. Редакція тижневику дійшли висновку, що книга є «короткою та ідеально організованою книгою, яка розглядає та розбиває безліч помилкових аргументів… [з] ілюстраціями, значною мірою натхненними алегоріями «Скотоферми» Дж. Орвелла та творами Льюїса Керолла».
Іспанську версію книги рецензував Рафаель Мартінес для Loffit, і в ній підкреслювалося, наскільки ефективно можна засвоїти уроки книги, слухаючи різноманітні дебати, які щодня чують по радіо та телебаченню, визначаючи в них приклади логічних помилок, які книга пояснює.
У грудні 2016 року Алі Алмоссаві анонсував наступний проект під назвою Bad Choices. Автор описує цей проект як ілюстрований посібник з алгоритмічного мислення.  Книга вийшла 4 квітня 2017 року.

## Зовнішні посилання
- Офіційний сайт
- Now More Than Ever, You Need This Illustrated Guide To Bad Arguments, Faulty Logic, And Silly Rhetoric (Fast Company)
- Teach Your Kids Logic With An Illustrated Book of Bad Arguments (GeekDad)
- This Little Piggy Made a Logical Error (The Dish)
- 9 Charming Cartoons Explaining Logical Fallacies (BuzzFeed)
- A guide to fallacious arguments, illustrated with funny animals (io9)
- An Illustrated Book of Bad Arguments, Logical Fallacies Explained With Fun Animal Illustrations (Laughing Squid)
- An Illustrated Book of Bad Arguments (Philosophy News)
- An Illustrated Book Of Bad Arguments: Dispatching the Dumb, One Funny Animal at a Time (Dangerous Minds)